# Caliprobola aurea
Caliprobola aurea är en tvåvingeart som först beskrevs av Sack 1910.  Caliprobola aurea ingår i släktet praktblomflugor, och familjen blomflugor. Inga underarter finns listade i Catalogue of Life.